# Where Hazel Met the Villain
Where Hazel Met the Villain é um curta-metragem de comédia norte-americano de 1914, dirigido e estrelado por Roscoe Arbuckle.